# Las Matas de Farfán
Las Matas de Farfán es un municipio de la República Dominicana, que está situado en la provincia de San Juan.

## Toponimia
Debe su nombre al comerciante español Bartolomé Farfán de los Godos que pasó a residir en el lugar.

## Geografía
El municipio está bordeado por terrenos accidentados, montañas, lomas, cerros, mesetas, llanuras y con escasa vegetación y abundantes terrenos áridos.

## Límites
Municipios limítrofes:
|                                             | Norte: Bánica y Pedro Santana |                |
| Oeste: Comendador, El Llano y Juan Santiago |                               | Este: San Juan |
|                                             | Sur: El Cercado               |                |

## Demografía
En el censo del año 2003 tenía una población de 53.381 habitantes de los cuales 27.409 son hombres y 25.972 mujeres, distribuidos tanto en la zona urbana como en la rural.

## Distritos municipales
Está formado por los distritos municipales de:
| Nombre              | Código   |
| ------------------- | -------- |
| Las Matas de Farfán | 07220501 |
| Matayaya            | 07220501 |
| Carrera de Yeguas   | 07220501 |

## Historia
El municipio fue fundado por el Brigadier José Solano e Isidro Peralta Rojas, en 1780, cuando José Solano era el gobernador de la isla.
De acuerdo a algunas versiones, los primeros pobladores en esta villa fueron de origen español, alemán, holandés y haitiano. Durante este tiempo, el área fue un puente para la actividad comercial entre Haití y el resto de la isla. Había una colonia Libanesa que era muy activa en actividades comerciales.
La primera planta eléctrica fue traída en 1916 por el Padre Rafael Jóvine, que deseaba iluminar el parque y algunos hogares. En 1919 llega el primer carro, propiedad de Antonio Bera.
La construcción de la carretera San Juan-Elias Piña, así como otros caminos (Independencia, Damián Ortiz, Mella, etc.) comenzaron durante el gobierno de Horacio Vázquez en 1926. 
El municipio se vio involucrado en dos batallas de la Guerra Civil de 1912 entre los seguidores de Juan Isidro Jiménez y Horacio Vásquez.

## Economía local
Las Matas de Farfán tiene una población económicamente activa (PEA) de 15.245 personas, de las cuales 11.459 (75%) están actualmente empleadas. De esas que están empleadas 1.706 (15%) trabajan como servidores públicos.

### Agricultura
Es la principal fuente de producción del municipio: las principales cosechas son de arroz, maíz, habichuelas, maní y sorgo, que son exportados tanto a otras provincias como a Santo Domingo. Otros productos en baja escala son la batata, berenjena, repollo y yuca. 

### Ganadería
Constituye otra actividad económica que ha desarrollado la región, su leche es extraída y vendida a la Compañía Dominicana de Alimentos Lácteos (CODAL) en San Francisco de Macorís.

### Turismo
Algunas de sus atracciones incluyen las Cuevas de Catanamatías, estas cuevas son parte de una red cavernaria con corrientes que se cree están intercomunicadas con las cuevas de San Francisco en Banica y las de Seboruco en Sabaneta y están localizadas en la sección del mismo nombre, poseedora de una particular belleza debido a su valle, lo que ha atraído la curiosidad de muchos visitantes.

### Otros
Otra fuente de ingreso para los residentes son los diversos negocios formales e informales como panaderías, sastrerías, laboratorios clínicos, consultorios médicos, farmacias, un mercado, hoteles, galleras, bares, y actividades que tienen que ver con el servicio de transporte, entre otros.

## Gastronomía
El famoso queso "Arish", introducido por los libaneses es hecho en este municipio. Tiene la particularidad de ser espolvoreado con orégano. También son muy conocidas las galletas materas. 
Hay algunas fábricas que producen "dulce de raspadura", un dulce típico Dominicano. 
Al igual que en otras partes del país en donde ha existido una colonia Libanesa, en Las Matas de Farfan se han adoptado muchos de los platos de la gastronomía árabe, con algunas modificaciones para adaptarlos al gusto local como es el caso del Taboulleh conocido popularmente como TIPILE, ensalada elaborada con vegetales y trigo. En esta zona es común su elaboración con una mayor cantidad de trigo convirtiéndolo en un plato fuerte en vez de una guarnición. 
Es muy popular también en las familias de ascendencia Libanesa la sopa de lentejas, el Hummus o crema de garbanzo cuya base principal es la crema de Tahini, los rellenos en hojas de lechuga y los de hojas de parra.
Es sumamente popular el Chenchen, que consiste en maíz cocido con leche y principalmente acompañado con carne de chivo guisada y en ocasiones con habichuelas.
Como dulces son populares en la época de Cuaresma el Chaca, y las Habas, así como la habichuela con dulce.

## Fiestas patronales
Las Fiestas Patronales son celebradas el 13 de diciembre en honor a su patrona Santa Lucía, con actividades religiosas, culturales, artísticas, deportivas, entre otras.